# Lorenziberg

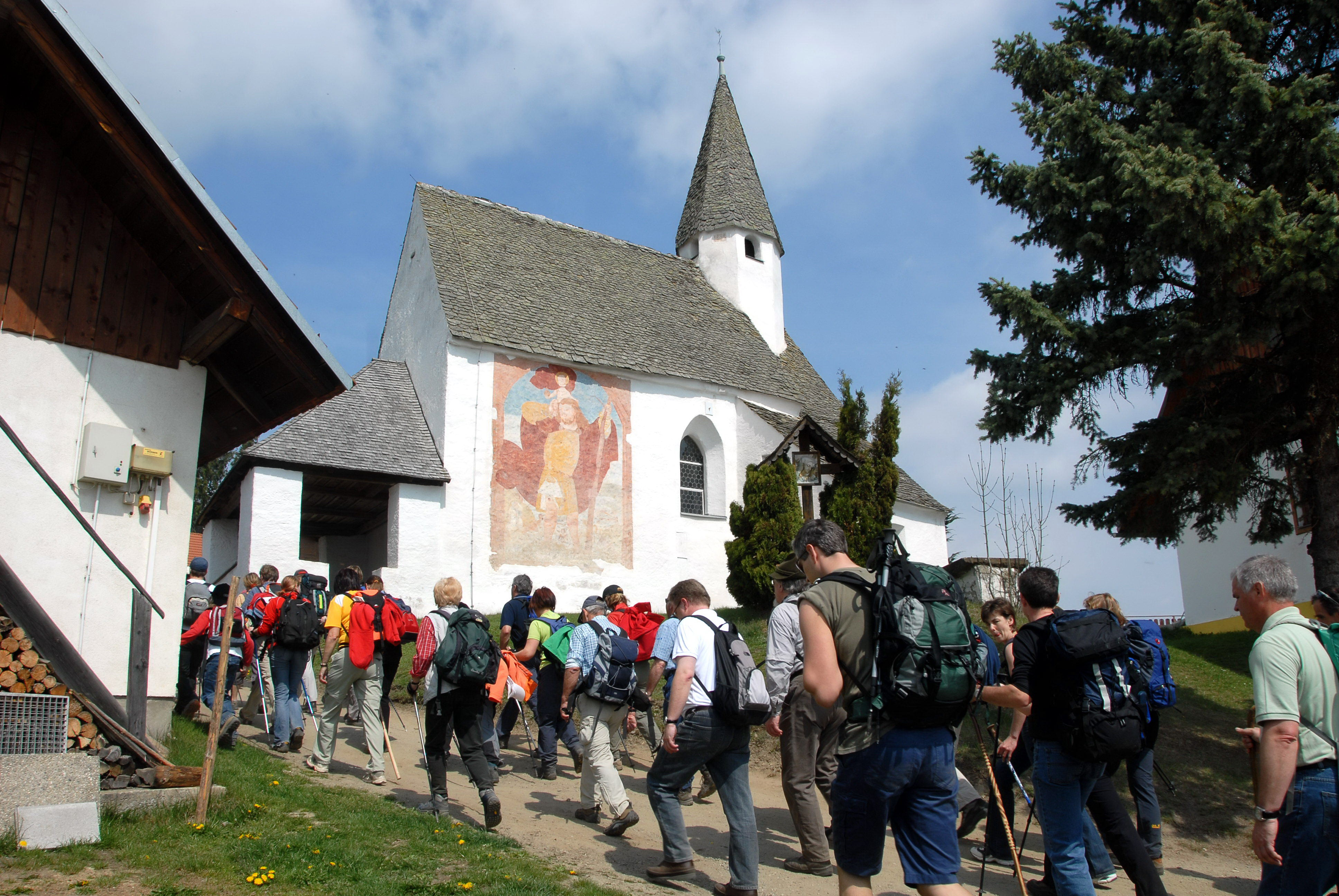
Vierbergler erreichen den Lorenziberg

Lorenziberg ist eine Ortschaft mit 2 Einwohnern (1. Jänner 2024) in der Gemeinde Frauenstein in Kärnten (Österreich). Der Ort liegt auf einem Bergrücken (971 m ü. A.), der den südöstlichen „Vorbau“ des Gauerstalls (1129 m ü. A.) bildet.
Der Lorenziberg blickt auf die Herzogstadt Sankt Veit an der Glan herab und ist der vierte und niedrigste der „heiligen Berge“ beim Vierbergelauf. 
Auf dem Bergrücken finden sich verschiedene urgeschichtliche Spuren. So ist eine frühere Wallanlage im Bereich der Kirche deutlich auszumachen, die wohl auf ein spätantikes bis frühmittelalterliches Castrum zurückzuführen sind. Nordwestlich fanden sich Keramikreste. Es wird vermutet, dass sich auf dem Lorenziberg eine vorchristliche Kultstätte befand.
Weithin sichtbar ist die dem heiligen Laurentius geweihte Filialkirche Lorenziberg. Der kleine spätgotische Bau wurde urkundlich erstmals im Jahr 1330 erwähnt. Neben der Kirche steht ein alter Blockbau, in dem ein Wirtshaus untergebracht ist.